# Tonalapa (Puebla)
Tonalapa, en su voz náhuatl significa «lugar donde el agua se caliente al calor del sol» Está ubicada en el corazón de la Sierra Norte del estado de Puebla, envuelta en una exuberante vegetación, en medio de grandes cerros.
Pertenece al municipio de Tetela de Ocampo, siendo una de sus H. Juntas Auxiliares.

## Localización y extensión
Sus coordenadas geográficas son, latitud Norte 19º48'47.20" y  97°52'48.22" Longitud Oeste.
Está a una distancia aproximada de 141 km de la ciudad de Puebla de Zaragoza y a 211 km de la Ciudad de México, y a una distancia de la cabecera municipal, Tetela de Ocampo, de 10,5 km aproximadamente.

## Geografía
Tonalapa se ubica dentro de la Sierra Norte de Puebla, que está constituida por cerros, conjuntos montañosos y valles ínter montañas. 

## Datos estadísticos
Tonalapa centro cuenta con 506 habitantes y 132 viviendas habitadas (2000).

## Clima
Tonalapa se ubica dentro de la zona de climas templados de la Sierra Norte.
Clima templado subhúmedo con lluvias en verano; temperatura media anual entre 12 y 18 °C; precipitación del mes más seco menor de 40 milímetros; por ciento de precipitación invernal con respecto a la anual menor de 5. Cubre una amplia franja del centro. 
Clima templado húmedo con lluvias todo el año; temperatura media anual entre 12 y 18 °C; temperatura del mes más frío entre -3 y 18 °C; precipitación del mes más seco mayor de 40 mm; por ciento de precipitación de lluvia invernal con respecto a la anual, menor de 18. Se presenta al extremo noroeste.

## Educación
Preescolar: Jardín de niños Zenaido López
Primaria: Federal Ignacio Zaragoza
Secundaria: Telesecundaria Alfredo Aguayo Sanchez
Universidad: Instituto de Educación Digital del Estado de Puebla (IEDEP) Sede Tetela de Ocampo

## Economía
La principal actividad económica en esta junta auxiliar es la agricultura, y un porcentaje menor está compuesto por el sector terciario.

## Cultura y festividades
En las festividades de Día de Muertos, Tonalapa se llena de colorido, ya que los habitantes de las diversas sección que comprende Tonalapa, llegan al panteón que se localiza en el centro de la comunidad para adornar, rezar y cantar a sus muertos.
La fiesta patronal es el 25 de julio, se festeja a Santiago apóstol.

### Templos y monumentos históricos
La iglesia dedicada a apóstol Santiago patrón del pueblo.

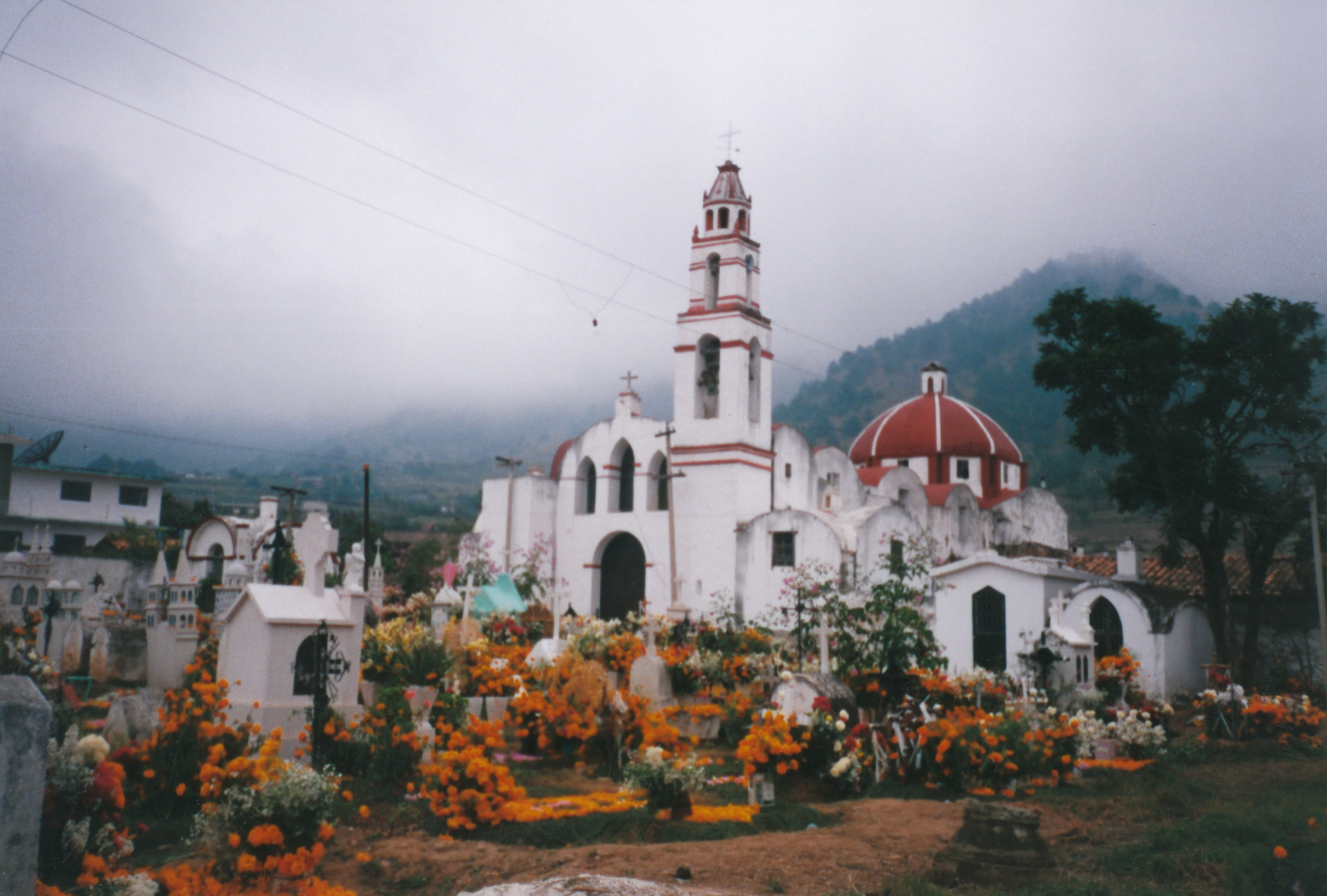
Iglesia Santiago Tonalapa.

### Gastronomía
Alimentos: se elabora la salsa serrana con huevo y salsa de chile serrano; mole poblano, escamoles, tlacoyo, quesadillas, chalupas, el famoso "chileatole", papas al horno, quelites.
Dulces: higos cristalizados  y calabaza o chilacayote cocidos con piloncillo, calostros.

## Atracciones turísticas
El paisaje y la vegetación de Tonalapa, proporcionan el marco ideal para realizar actividades de ecoturismo, deporte de aventura y deporte extremo. 
Es posible practicar la escalada y el rappel en el pilón.